# Mellempartiet
Mellempartiet (svenska Mellanpartiet), var en grupp inom det danska Folketinget som bildades 1866 under ledning av Kristofer Valdemar Nyholm, Marius Gad och Nils Kristian Frederiksen. Gruppen, som intog en mellanställning mellan De Nationalliberale och de tre olika vänstergrupperna, hade en tid omkring 30 medlemmar och hade en del inflytande. Genom valen 1872 försvagades Mellempartiet betydligt, och 1876 upplöstes det fullständigt.